# Операция «Катапульта»
Операция «Катапульта» — общее название серии британских операций по захвату и уничтожению кораблей французского флота в английских и колониальных портах Франции в ходе Второй мировой войны. Операция была проведена Королевским флотом Великобритании после перемирия Франции и Германии для недопущения попадания французского флота под контроль Германии. Основным эпизодом операции была атака британским флотом французской эскадры в порту Мерс-эль-Кебир неподалёку от Орана (Алжир) 3 июля 1940 года.

## Перед операцией
Согласно статье 8-й франко-германского соглашения о прекращении военных действий, заключенного в конце июня 1940 года, французский флот должен был прибыть в пункты, определённые командованием Кригсмарине, и там под контролем немецких или итальянских представителей провести разоружение кораблей и демобилизацию команд. Несмотря на то что маршал Петен и командующий флотом адмирал Дарлан неоднократно заявляли, что ни один корабль не достанется Германии, английское правительство крайне тревожила возможность их попадания в руки немцев. Корабли Франции, четвёртого по величине флота мира с немецкими командами на борту (или после перехода на немецкую сторону французских экипажей), вне всякого сомнения могли представлять большую угрозу для английского флота, а самое главное, для морских коммуникаций, от которых полностью зависела британская экономика.
Британское командование особенно беспокоила судьба кораблей, находившихся в следующих портах:
- Мерс-эль-Кебир (2 новых линкора «Дюнкерк» и «Страсбург», 2 старых линкора, 6 эсминцев, гидроавианосец и несколько подводных лодок)
- Алжир (6 легких крейсеров)
- Касабланка (недостроенный новый линкор «Жан Бар»)
- Тулон (4 тяжелых крейсера)
- Дакар (новый линкор «Ришельё»)
- Мартиника (авианосец «Беарн» и два легких крейсера)

В результате британское правительство решилось предпринять весьма решительные, но вместе с тем и очень рискованные меры для недопущения захвата французских кораблей немцами, или, по крайней мере, их нейтрализации.

## Ход операции

### Портсмут и Плимут
Ночью на 3 июля 1940 года англичане предприняли попытку захватить французские корабли, находившиеся в британских портах. Нападение было столь неожиданным, что вооруженное сопротивление англичанам успел оказать лишь экипаж подводной лодки «Сюркуф», находившейся в Портсмуте, погиб французский мичман, два британских офицера и матрос. Другими захваченными кораблями были устаревшие дредноуты «Париж» и «Курбе», два эсминца, восемь торпедных катеров и пять подводных лодок.
Французские экипажи кораблей были насильно высажены на берег и интернированы «не без кровавых инцидентов». Часть экипажей захваченных кораблей выслали впоследствии во Францию, а остальные пополнили команды малых и легких кораблей, действовавших в составе сил «Свободной Франции» под командованием генерала де Голля. Некоторые французы отказывались вступать в ряды ВМФ «Свободной Франции» из-за проанглийского, как они считали, характера этого «правительства в изгнании».

### Александрия
В порту Александрия команды старого линкора «Лориан», четырёх крейсеров и нескольких эсминцев согласились временно не покидать свои корабли. Это стало возможным в результате договоренности между французским вице-адмиралом Годфруа и британским командующим Средиземноморским флотом Эндрю Каннингемом. Во многом заслуга мирного решения вопроса принадлежит командиру «Рэмиллиса» капитану 1 ранга Г.Т. Бейли-Громану, который в самый напряжённый момент конфликта лично отправился на «Лориан». В результате соглашения французы сохранили контроль над кораблями, но были вынуждены передать британцам топливо, замки корабельных орудий и боеголовки торпед. Кроме того, часть французских экипажей должна была сойти на берег. Лишившись топлива и части экипажей, фактически разоруженные, французские корабли больше не были опасны для британского флота. Это соглашение позволило избежать столкновения между британской и французской эскадрами и сохранить от уничтожения французские корабли, которые в июле 1943 присоединилась к силам Свободной Франции и смогли возобновить борьбу с общим врагом.

### Оран и Мерс-эль-Кебир
Для того, чтобы нейтрализовать эскадру, находившуюся в недостроенной военно-морской базе Мерс-эль-Кебир (недалеко от алжирского порта Оран), британское правительство послало туда эскадру под командованием адмирала Сомервилла.
Утром 3 июля английская эскадра в составе 2 линкоров, линейного крейсера, авианосца, 2 крейсеров и 11 эсминцев под командованием адмирала Дж. Сомервилла внезапно появилась у берегов Алжира. 3 июля командующему французской эскадрой вице-адмиралу Женсулю был предъявлен ультиматум, в котором британцы требовали, чтобы французские корабли либо проследовали в английские порты для дальнейших действий в составе сил «Свободной Франции», либо, соблюдая требования договора о перемирии, запрещавшего участие французских ВМФ в действиях против Германии и Италии, перешли во французские порты в Вест-Индии, либо были затоплены. В противном случае англичане оставляли за собой право «использовать любые средства, чтобы не допустить захвата судов немецкой стороной».
Тем же утром Женсуль получил и немецкий ультиматум, связанный с захватом французских кораблей в английских портах, гласивший:
Или возврат всех кораблей из Англии или полный пересмотр условий перемирия
Кроме того, ещё до окончания переговоров британские торпедоносцы «Суордфиш» при поддержке палубных истребителей «Скьюе» установили минное заграждение, чтобы французские корабли не могли выйти в море. При этом один из истребителей прикрытия был сбит самолётами Curtiss P-36 с французского авиатранспорта, погибло два члена экипажа. Ни один из торпедоносцев не был потерян.
Французский командующий отверг английский ультиматум, сочтя его условия унизительными. Он заявил, что, поскольку сдать свои корабли без приказа французского Адмиралтейства не имеет права, а затопить их по сохранившему силу приказу адмирала Дарлана он может только в случае опасности захвата немцами или итальянцами, остается только сражаться: французы на силу ответят силой. Он попытался вывести эскадру в море.
Это было передано Черчиллю, и в 18:25 (по лондонскому времени, или в 17:25 по местному), в преддверии истечения срока ультиматума, адмиралу Сомервиллу было передано четкое распоряжение премьера: «Французские корабли должны либо принять наши условия, либо потопить себя или быть потопленными вами до наступления темноты».
Тем не менее, Сомервилл открыл огонь уже в 16:54, не дожидаясь ни приказа, ни истечения срока ультиматума, с целью сохранения внезапности. Французы совершенно не ожидали такого развития событий, как писал позже де Голль:
…Корабли в Оране не были в состоянии сражаться. Они стояли на якоре, не имея никакой возможности маневра или рассредоточения… Наши корабли дали английским кораблям возможность произвести первые залпы, которые, как известно, на море имеют решающее значение на таком расстоянии. Французские корабли уничтожены не в честном бою.
Эскадра Сомервилла в строю кильватера находилась в 14 км на норд-норд-вест от Мерс-Эль-Кебира, курс — 70, скорость — 20 узлов. Спустя полторы минуты после первого английского залпа французские линкоры, стоявшие на якоре, открыли ответный огонь. Адмирал Женсуль, не намереваясь вести бой на якорях, приказал им построиться в кильватерную колонну в следующем порядке: «Страсбург», «Дюнкерк», «Прованс», «Бретань». Эсминцы и другие суда должны были прорываться самостоятельно — по способности. «Страсбург», кормовые швартовы и якорная цепь которого были отданы ещё до первого английского залпа, начал движение немедленно. В 17:10 капитан 1 ранга Луи Коллинс вывел свой линкор на главный фарватер и 15-узловым ходом направился в море. Вместе с ним вышли все 6 эсминцев.
Первым из французских кораблей открыл огонь «Дюнкерк». Когда первый залп англичан накрыл портовый мол, на «Дюнкерке» уже отдавали швартовы и травили кормовую цепь. В 17:00 линкор открыл огонь, в то же время он получил первое попадание 381-мм снаряда линейного крейсера «Худ». Снаряд попал в корму и, пройдя через ангар и унтер-офицерские каюты, вышел через бортовую обшивку в 2,5 метрах ниже ватерлинии. Этот снаряд не взорвался, поскольку тонких плит, которые он пронзил, было недостаточно для взведения взрывателя. Однако в своём движении через «Дюнкерк» он перебил часть электропроводки левого борта, вывел из строя моторы крана для подъёма гидросамолётов и вызвал затопление топливной цистерны левого борта. Ответный огонь был быстрым и точным, хотя определение расстояния затруднялось условиями местности и нахождением между «Дюнкерком» и англичанами форта Сантон.
В 17:03 первое попадание, вызвавшее пожар и большую течь, получил «Прованс». Чтобы избежать затопления, линкор пришлось приткнуть к берегу носом на девятиметровой глубине. В 17:07 пожар охватил старый линкор «Бретань». Через две минуты корабль начал опрокидываться и внезапно взорвался, погибло 997 человек.
Выходящий на фарватер 12-узловым ходом «Дюнкерк» был поражен залпом из трёх 381-мм снарядов. Первый попал в крышу второй башни главного калибра над портом правого внешнего орудия, сильно вдавив броню. Большая часть снаряда срикошетировала и упала на землю примерно в 2000 метрах от корабля. Кусок брони или часть снаряда ударил в зарядный лоток внутри правой полубашни, воспламенив разгружаемые пороховые картузы. Вся прислуга полубашни погибла в дыму и пламени, но левая полубашня продолжала действовать — броневая перегородка изолировала повреждения.
Второй снаряд ударил рядом с двухорудийной 130-мм башней правого борта, ближе к центру корабля от кромки 225-мм пояса и пробил 115-мм бронепалубу. Снаряд серьёзно повредил перегрузочное отделение башни, блокировав подачу боезапаса. Продолжая своё движение к центру корабля, он пробил две противоосколочные переборки и взорвался в отсеке кондиционеров и вентиляторов. Отсек был полностью уничтожен, весь его персонал убит или тяжело ранен. Тем временем в перегрузочном отделении правого борта загорелось несколько зарядных гильз и взорвалось несколько загружаемых в элеватор 130-мм снарядов. И здесь вся прислуга была убита. Взрыв также произошёл у воздуховода в носовое машинное отделение. Горячие газы, пламя и густые клубы жёлтого дыма через броневую решетку в нижней броневой палубе проникли в отделение, где 20 человек погибло и только десяти удалось спастись, а все механизмы вышли из строя. Это попадание оказалось очень серьёзным, так как привело к нарушению подачи электроэнергии из-за чего вышла из строя система управления огнём. Неповрежденной носовой башне пришлось продолжать стрельбу под локальным управлением.
Третий снаряд упал в воду рядом с правым бортом чуть дальше в корму от второго, поднырнул под 225-мм пояс и пробил все конструкции между обшивкой и противоторпедной переборкой, при ударе о которую и взорвался. Его траектория в корпусе проходила в районе второго котельного отделения и первого машинного отделения, где располагались внешние валы. Взрывом уничтожило нижнюю броневую палубу на всём протяжении этих отделений, броневой скос над топливной цистерной, противоторпедную переборку и туннель правого борта для кабелей и трубопроводов. Осколки снаряда вызвали пожар в правом котле второго котельного отделения, повредили несколько клапанов на трубопроводах и перебили главный паропровод между котлом и турбоагрегатом. Вырвавшийся перегретый пар с температурой под 350 градусов нанес смертельные ожоги персоналу котельного отделения, который стоял на открытых местах.
На «Дюнкерке» после этих попаданий продолжали действовать только третье котельной отделение и второе машинное отделение, обслуживавшие внутренние валы, что давало скорость не более 20 узлов. Повреждение кабелей правого борта вызвало кратковременный перерыв в подаче электроэнергии в корму, пока не включили сеть левого борта. Пришлось перейти на ручное управлением рулем. С выходом из строя одной из главных подстанций были включены носовые аварийные дизель-генераторы. Зажглось аварийное освещение, носовая башня продолжала вести довольно частый огонь по «Худ». Всего до получения приказа о прекращении огня в 17.10 «Дюнкерк» выпустил по английскому флагману 40 330-мм снарядов, залпы которых ложились очень плотно.
Эсминец «Могадор», выходя из гавани, получил попадание 381-мм снаряда в корму. От этого сдетонировали находившиеся там глубинные бомбы и корму эсминца оторвало почти по переборку кормового машинного отделения. Тем не менее, он смог выброситься на мель и с помощью подошедших из Орана мелких судов стал тушить пожар. Англичане, удовлетворившись потоплением одного и повреждением трёх кораблей, отвернули на запад и поставили дымовую завесу.
Французские эсминцы атаковали английскую подлодку «Протеус», помешав ей выйти в атаку на «Страсбург». Сам «Страсбург» открыл сильный огонь по сторожившему выход из гавани английскому эсминцу «Рестлер», заставив его быстро отойти под прикрытием дымовой завесы. Французские корабли начали развивать полный ход. У мыса Канастель к ним присоединились ещё шесть эсминцев из Орана. Прорывавшийся «Страсбург» был атакован торпедоносцами с «Арк Ройала». Два самолёта «Суордфиш» и один «Скьюэ» были сбиты, их экипажи потом были подобраны английским эсминцем «Рестлер». В 18:43 крейсера «Аретуза» и «Энтерпрайз» во главе с линейным крейсером «Худ» начали преследование прорвавшихся французских кораблей, но в 20:20 погоня была прекращена, так как британские корабли не были готовы к ночному бою, тем более что поступали сообщения о подходящих из Орана эсминцах. Выдержав ещё один налет авиации в 20:55, и обогнув южную оконечность Сардинии, «Страсбург» пришёл в Тулон 4 июля. Во время перехода произошла авария в одном из котельных отделений. В результате погибло пять человек, а корабль был вынужден уменьшить ход с 25 до 20 узлов.
Оставшийся в Мерс-эль-Кебире «Дюнкерк» вошёл в гавань Сен-Андрэ, где форт Сантон и местность могли обеспечить некоторую защиту от артиллерийского огня англичан. Корабль был посажен на мель, немедленно началась эвакуация ненужного личного состава, для производства ремонтных работ на борту оставили 400 человек. 4 июля адмирал Эстева, командующий военно-морскими силами в Северной Африке, опубликовал коммюнике, в котором говорилось, что повреждения «Дюнкерка» незначительны и будут быстро исправлены.
Это заявление вызвало быстрый ответ со стороны Королевского флота. Через три дня после боя, 6 июля 1940 года, находившийся на мели «Дюнкерк» был атакован торпедоносцами с «Арк Ройала», две торпеды попали в стоявший возле борта сторожевик и вызвали детонацию находившихся на нем глубинных бомб. Сильнейший взрыв буквально разорвал правый борт корабля на 40-метровом пространстве. На пробоину завели временный пластырь и 8 августа «Дюнкерк» был стащен на свободную воду. Впоследствии 19 февраля 1942 года «Дюнкерк» совершил переход до Тулона.
Всего в этом сражении погибло 1297 французов, около 350 было ранено. Потери британцев составили 6 самолётов и 2 лётчика.

### Дакар
8 июля 1940 года британская эскадра атаковала находившиеся в Дакаре французские корабли, в том числе только вступивший в строй линкор «Ришельё». Торпеда, сброшенная одним из самолётов авианосца «Гермес», взорвалась под днищем линкора и вызвала сильные повреждения, киль корабля оказался погнутым на протяжении 25 метров. Затем открыли огонь британские линкоры. Французский корабль сначала получил повреждения от 381-мм снарядов линкоров «Барэм» и «Резолюшн», а затем на нём произошёл взрыв в башне главного калибра. Удовлетворившись этим результатом, англичане отошли.

### Мартиника
Назначенная на 3 июля атака против французских кораблей в Вест-Индии (авианосец «Беарн», крейсер «Эмиль Бертэн» и лёгкий учебный крейсер «Жанна д’Арк»), находившихся в порту Пуэнт-а-Питр на острове Гваделупа, была отменена в последнюю минуту из-за личного вмешательства президента США Франклина Делано Рузвельта.

## Итоги операции
После нападения на находившиеся в своих базах французские корабли Франция разорвала дипломатические отношения с Великобританией. Данная операция осложнила англо-французские отношения на многие годы. Гибель почти 1300 французских моряков стала поводом для развернувшейся во Франции антибританской кампании, которая поддерживалась вишистами и немецкими оккупационными властями. Тем не менее принятые меры устранили опасную для Великобритании возможность захвата вишистских кораблей противником.
Англичанам не удалось уничтожить новейшие линкоры «Страсбург», «Дюнкерк» и «Жан Бар», дредноуты же времен Первой мировой войны уже не представляли боевой ценности. После исправления повреждений «Дюнкерк» перешёл из Мерс-эль-Кебира в Тулон. Немецким командованием вплоть до 1942 года не предпринималось попыток завладеть французскими кораблями. Когда же в рамках операции «Антон» 26 ноября немецкие войска вошли в Тулон и попытались захватить французские корабли (операция «Лила»), верные долгу французские моряки при первой же угрозе захвата их флота немцами затопили свои корабли, несколько подлодок и одно судно ушли в Алжир.
В ноябре 1940 года президент США Рузвельт обратился к главе правительства Франции маршалу Петену с предложением продать находившиеся в Африке небоеспособные линкоры «Жан Бар» и «Ришельё», но получил отказ. Лишь после «тулонской трагедии» французы согласились отдать один линкор союзникам. 30 января 1943 года «Ришельё» ушёл из Дакара в Нью-Йорк.